# Cmentarz wojenny nr 35 – Ołpiny
Cmentarz wojenny nr 35 – Ołpiny – austriacki cmentarz z I wojny światowej. Jest to kwatera, rząd mogił, na kirkucie w południowo-wschodniej części miejscowości Ołpiny.
Pochowano tu dwóch żołnierzy austro-węgierskich i czterech rosyjskich wyznania mojżeszowego. Projektował cmentarz prawdopodobnie Johann Jäger. Kirkut został zdewastowany przez Niemców w czasie II wojny światowej i nagrobki nie zachowały się.
Kilka lat temu odnaleziono w Ołpinach trzy z sześciu zaginionych macew. W tym dwie żołnierzy armii austro-węgierskiej zaś jedna żołnierza rosyjskiego.  Przywieziono je  na teren cmentarza. Na jednej z nich zachowało się nazwisko rosyjskiego żołnierza: Issak Korgelow zm. 7 maja 1915 roku.